# Eduard Weniaminowitsch Limonow

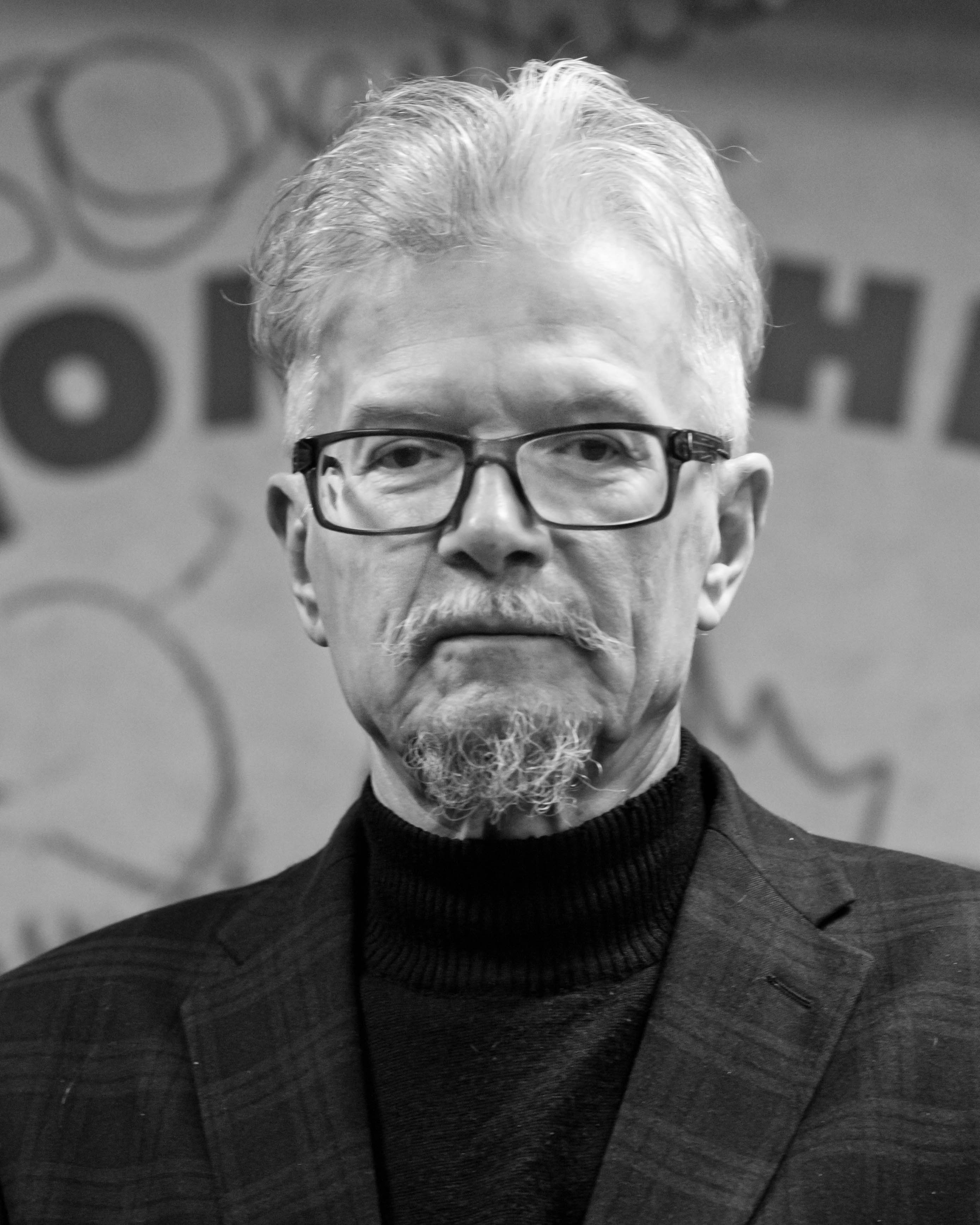
Eduard Limonow (2018)

Eduard Weniaminowitsch Limonow (russisch Эдуард Вениаминович Лимонов, eigentlich Eduard Weniaminowitsch Sawenko, russ. Эдуард Вениаминович Савенко; * 22. Februar 1943 in Dserschinsk, Oblast Gorki; † 17. März 2020 in Moskau) war ein russischer Schriftsteller und Politiker (NBP/Das andere Russland), der in Moskau lebte.

## Leben
Der gebürtige Russe Eduard Limonow wuchs in Charkiw, damals in der ukrainischen Sowjetrepublik gelegen, auf. Mitte der 1960er-Jahre siedelte er nach Moskau über, wo er zunächst als Hosenschneider tätig war. Dort machte er Bekanntschaft mit dem literarischen Untergrund und betätigte sich als Avantgarde-Lyriker und Dissident. Zu seinem Freundeskreis im Moskauer Untergrund gehörte der Maler Vitali Stesin, der nach Israel emigrierte. 1974 wurde Limonow aus der Sowjetunion ausgewiesen. In den folgenden Jahren lebte er in den USA und protestierte gegen Machtstrukturen. Er wurde zum Dissidenten innerhalb der Dissidentenszene. Er warf den USA vor, ein ähnliches System wie in der Sowjetunion zu besitzen; nur sei das US-amerikanische wesentlich weiter entwickelt und hätte eine weiter entwickelte Propaganda. Echter Dissens sei auch in den USA unerwünscht.
Limonow hatte Probleme, seine politischen Ansichten in den USA publizieren zu können. Für seinen autobiografischen Roman It's Me, Eddie von 1976 (Titel der deutschen Ausgabe: Fuck Off, Amerika) fand er erst 1979 in Frankreich einen Verlag. Dieses Buch machte Limonow international bekannt. Ab 1982 lebte er in Frankreich. Hier veröffentlichte er einige Bücher, namentlich die Memoiren eines russischen Punks (die epische Erzählung des Wochenendes eines russischen Teenagers im poststalinistischen Charkow). Das Cosmopolitan-Magazin zählte ihn 1987 zu den 40 wichtigsten Intellektuellen Frankreichs; im selben Jahr erhielt er die französische Staatsbürgerschaft. Auch in Frankreich schrieb er in politischen Magazinen: Er begann auf der radikalen Linken, wechselte dann zur radikalen Rechten und wird den Akteuren einer Querfront-Strategie zugerechnet.
Limonow starb am 17. März 2020 in Moskau an einer Krebserkrankung. Kirill Serebrennikow stellte vier Jahre nach dessen Tod einen Film über Limonow fertig: „Limonow mochte es gegen alle zu sein und jetzt scheinen wir in Limonows Welt zu leben“.

## Politische Tätigkeit
Nach dem Zerfall der Sowjetunion kehrte Limonow nach Russland zurück – Michail Gorbatschow gab ihm 1991 die sowjetische Staatsbürgerschaft zurück. It’s me, Eddie hatte sich bis dahin 1,5 Millionen Mal verkauft. Er unterstützte die Putschisten gegen Boris Jelzin, war auf der Seite der Abchasen gegen Georgien und kämpfte auf der Seite von Serbien im Jugoslawienkrieg, wobei er sich von Pawel Pawlikowski filmen ließ, wie er mit Radovan Karadžić an der Beschießung Sarajewos mitwirkte. Er saß als designierter Innenminister im Schattenkabinett des Ultranationalisten Wladimir Schirinowski.
1994 gründete Limonow die Nationalbolschewistische Partei Russlands (NBP). Diese gab sich antiamerikanisch, antikapitalistisch und propagierte russische Großmachtphantasien. 2005 wurde sie als verfassungsfeindlich eingestuft und verboten. Das Gleiche gilt für die Hauspostille der Nationalbolschewisten, das regierungskritische Magazin Limonka (russisch für eine Handgranate wegen ihrer Zitronenform). Das Moskauer Büro für Menschenrechte rief 2006 die Rechtsschutzorgane dazu auf, Äußerungen Limonows auf den Tatbestand einer Anstiftung zum Fremdenhass zu überprüfen.
Im Januar 1995 begrüßte Limonow den Einmarsch russischer Truppen in Tschetschenien. Im Artikel „Schwarze Liste der Nationen“, der im gleichen Jahr in Limonka erschienen war, sprach Limonow von der Existenz der „schlechten Nationen“ und ihrer „Kollektivschuld vor Russland“. Zu dieser Kategorie zählen aus seiner Sicht Kroatien, Lettland, Tschechien, die Slowakei, aber auch Tschetschenien und Inguschetien. Er bedauerte sehr, dass Stalin die Deportation der Kaukasusvölker nicht bis zum Ende durchgeführt hatte.
Im April 2001 wurde Limonow in der russischen Republik Altai, wohin er sich mit einigen Parteigängern zurückgezogen hatte, verhaftet. Die nächsten zwei Jahre saß er im Lefortowo-Gefängnis des FSB bei Moskau in Untersuchungshaft. Im April 2003 schließlich wurde Limonow wegen illegalen Waffenbesitzes und der Bildung illegaler bewaffneter Organisationen zu vier Jahren Gefängnis verurteilt.
Am 31. Juli 2009 gründete Limonow Strategie 31, einen institutionalisierten friedlichen Straßenprotest zur Erinnerung an den Paragrafen 31 der russischen Verfassung, der die Versammlungs- und Demonstrationsfreiheit gewährt. Der Protestzug findet seither alle zwei Monate jeweils am 31. des Monats in Moskau auf dem Triumfalnaja ploschtschad (Triumph-Platz) statt. Nach der Kundgebung vom 31. Dezember 2010, unmittelbar nach der zweiten Verurteilung des früheren Oligarchen Michail Chodorkowski, wurden Limonow und zahlreiche andere Demonstranten, darunter Boris Nemzow, festgenommen. Limonow wurde im Eilverfahren zu 15 Tagen Haft verurteilt.
Limonow hielt Stalin und Mussolini für von der Nachwelt missverstandene Männer und äußerte sich auch zu Hitler und den Deutschen provozierend.
Am 10. Juli 2010 fand der Gründungskongress der Partei Das andere Russland in Moskau statt. Auf diesem wurde Eduard Limonow zum Parteivorsitzenden gewählt. Das andere Russland gilt als Nachfolgeorganisation der verbotenen Nationalbolschewistischen Partei Russlands.
Seit September 2012 schrieb Eduard Limonow gelegentlich politische Kolumnen für die Zeitung Komsomolskaja Prawda.

## Schriften
Limonow wurde von Daniil Charms und Wladimir Majakowski beeinflusst. Aus der internationalen Literatur hat ihn vor allem die Avantgarde der 1960er- und 1970er-Jahre bewegt. Nach eigenen Angaben waren Texte von Lou Reed die ersten, die er übersetzt hat. Seine Begeisterung für die Punkkultur geht auf die Sex Pistols und The Clash zurück. Einige Werke schrieb Limonow in Untersuchungshaft und im Gefängnis, darunter «Das Buch des Wassers». Für diesen Roman erhielt Limonow 2002 den Andrei-Bely-Preis.
2023 wurden russische Buchhandlungen und Bibliotheken angewiesen, die Werke Limonows aus dem Angebot zu nehmen. Das Kulturministerium in Moskau dementierte allerdings, dass es Listen mit «verbotenen Büchern» gebe.
- «Русское», 1967–1974, Gedichte
  - DE: «Russisches»

- «Мы — национальный герой», 1974
  - DE: «Wir — Nationalheld»

- «Мой отрицательный герой», 1976–1982, Gedichte
  - DE: «Mein negativer Held»

- «Это я, Эдичка», 1976, Roman
  - DE: «Fuck Off, Amerika» (Übersetzung: Hans Brink) // Bern und München: «Scherz Verlag», 1982, Papier Einband, 269 Seiten, ISBN 3-502-10411-5.
  - DE: «Fuck Off, Amerika» (Übersetzung: Hans Brink) // München: «Wilhelm Heyne Verlag», 1984, 1985, 1986, 1988, 1989, 1990, 1993, Papier Einband, 269 Seiten, ISBN 3-453-02019-7.
  - DE: «Fuck Off, Amerika» (Übersetzung: Jürgen Bavendam) // Köln: «Kiepenheuer & Witsch», 2004, Taschenbuch, 272 Seiten, ISBN 3-462-03384-0.
  - FR: «Le Poète russe préfère les grands nègres», 1980, 2012
  - NL: «De Russische Dichter Houdt Van Grote Negers», 1981
  - US: «It’s Me, Eddie: A Fictional Memoir», 1983, 1987
  - UK: «It’s Me, Eddie: A Fictional Memoir», 1983
  - DK: «Det er mig: Eddie!», 1984
  - IT: «Il poeta russo preferisce i grandi negri», 1985
  - GR: «Ένας ρώσος ποιητής προτιμά τούς μεγάλους νέγρους», 1986
  - SI: «Jaz, Edička», 1987
  - RS: «To sam ja, Edička», 1991
  - RS: «Ja, Edička!», 1991
  - RS: «Ја, Едичка», 2017, 2022
  - CZ: «To jsem já, Edáček», 1994, 2013
  - IL: זה אני, אֶדיצ'ק» 1997»
  - BG: «Това съм аз — Едичка!», 2005
  - PL: «To ja, Ediczka», 2005
  - LT: «Tai aš — Edička», 2006
  - HU: «Ez vagyok én, Edicska», 2011
  - ES: «Soy Yo, Édichka», 2014, 2020
  - AZ: «Bu Mənəm Ediçka», 2016

- Дневник неудачника, или Секретная тетрадь, 1977, Roman
  - DE: «Tagebuch eines Pechvogels»
  - FR: «Journal d'un raté», 1982, 2011
  - US/UK: «Diary of a Loser», 2002 (Original + englische Übersetzung, russische Ausgabe)
  - IT: «Diario di un fallito, oppure Un quaderno segreto», 2004
  - LT: «Nevykélio dienoraštis», 2010

- История его слуги, 1980–1981, Roman
  - DE: Die Geschichte seines Dieners
  - FR: Histoire de son serviteur, 1984, 2012
  - US: His Butler's Story, 1987
  - UK: His Butler's Story, 1989
  - ES: Historia de un servidor, 1991
  - PT: Historia de um Poeta Mordomo, 1991
  - RS: Batler kod Getsbija, 2022

- «Подросток Савенко, или Автопортрет бандита в отрочестве», 1982, Roman
  - DE: «Selbstbildnis des Banditen als junger Mann» (Aus dem Französischen von Ulrike Endres und Hilde Schneider) // Ravensburg: «Peter Selinka Verlag», 1988, Taschenbuch, 285 Seiten, ISBN 3-926532-09-2.
  - FR: «Autoportrait d'un bandit dans son adolescence», 1985, 1990, 2011
  - NL: «Zelfportret van een bandiet. De jonge jaren van een dichter-delinquent», 1987
  - US: «Memoir of a Russian Punk: A novel by Edward Limonov», 1990
  - GR: «Η αυτοβιογραφία ενός ανήλικου ληστή», 1992
  - RS: «Autoportret bandita u mladosti», 1994
  - IT: «Eddy-baby ti amo», 2005
  - ES: «El adolescente Savenko. Autorretrato de un bandido adolescente», 2020

- «Последние дни Супермена», 1982, Roman
  - DE: «Die letzten Tage des Superman»

- «Палач», 1982, Roman
  - DE: «Der Henker»
  - FR: «Oscar et les femmes», 1987
  - GR: «Δήμιος γυναικών», 1988
  - NL: «De kus van de kakkerlak», 1992
  - IT: «Il Boia», 2019

- «Молодой негодяй», 1982–1985, Roman
  - DE: «Der kleine Dreckskerl» (Aus dem Französischen von Hans Hütt bearbeitet unter Berücksichtigung des russischen Originalmanuskriptes von Ingrid Gloede) // Ravensburg: «Verlag Peter Selinka», 1989, Taschenbuch, 351 Seiten, ISBN 3-926532-20-3.
  - FR: «Le petit salaud», 1988, 2011
  - NL: «Eenklein mispunt», 1989
  - ES: «Historia de un granuja», 1993

- «Смерть современных героев», 1982–1985, Roman
  - DE: «Der Tod der modernen Helden» oder «Heldentod»
  - FR: «Mort des héros modernes», 1993
  - EE: «Tänapäeva kangelaste surm», 1995

- «Укрощение тигра в Париже», 1985, Roman
  - DE: «Des Tigers Zähmung in Paris»

- «Москва майская», 1986, Roman
  - DE: «Das maihafte Moskau»

- «У нас была великая эпоха», 1987, Roman
  - DE: «Wir hatten eine große Epoche»
  - FR: «La grande époque», 1989
  - GR: «Η μεγάλη εποχή», 1991
  - RS: «Имали смо велико доба», 1993
  - BG: «Велика беше нашата епоха», 2005

- «Обыкновенные инциденты», 1987, Erzählungen
  - DE: «Gewöhnliche Vorfälle»
  - FR: «Des Incidents ordinaires», 1988

- «Коньяк «Наполеон»», 1987, Erzählungen
  - DE: «Cognac Napoleon»
  - FR: «Cognac Napoléon», 1990
  - RS: «Konjak Napoleon», 1991

- «Американские каникулы», 1988, Erzählungen
  - DE: «Urlaub auf amerikanisch»
  - IT: «Vacanze americane», 2023

- «Великая мать любви», 1988, Erzählungen
  - DE: «Die große Mutter der Liebe»

- «Чужой в незнакомом городе», 1989, Erzählungen
  - DE: «Ein Fremder in einer unbekannten Stadt»

- «Монета Энди Вэрхола», 1990, Erzählungen
  - DE: «Die Münze des Andy Warhol»

- «Иностранец в Смутное время, или Иностранец в родном городе», 1990–1991, Roman
  - DE: «Der Ausländer in der dunklen Zeit, oder Der Ausländer in der Geburtsstadt»
  - FR: «L'étranger dans sa ville natale», 1991
  - RS: «Stranac u rodnom gradu», 1993

- «Исчезновение варваров», 1984, 1990–1992, Publizistik
  - DE: «Das Verschwinden der Barbaren»
  - RS: «Nestanak Varvara: politički eseji», 1992

- «Убийство часового», 1991–1992, Publizistik
  - DE: «Die Ermordung des Wachmanns»
  - FR: «La sentinelle assassinée: journal dissonant», 1995

- «Дисциплинарный санаторий», 1988–1993, Publizistik
  - DE: «Das Disziplinarsanatorium»
  - FR: «Le grand hospice occidental», 1993, 2016
  - IT: «Grande ospizio occidentale», 2023

- «Девочка-зверь», 1993, Erzählungen
  - DE: «Das wilde Mädchen»
  - MK: «Девојка-ѕвер!», 2007

- «L'excité dans le monde des fous tranquilles: Chroniques 1989–1994», eine Sammlung von Artikeln aus dem Magazin «L'Idiot International», ursprünglich auf Französisch geschrieben
  - DE: «Der Aufgeregte in der Welt der ruhigen Verrückten: Chronik 1989–1994»
  - FR: «L'excité dans le monde des fous tranquilles: Chroniques 1989–1994», 2012

- Лимонов против Жириновского», 1993–1994, Publizistik
  - DE: «Limonow contra Zhirinowski»

- «Эдуард Лимонов в фотографиях с комментариями, написанными им самим: его близкие, его родители, его войны, его жёны», 1996, Fotoalbum mit Kommentaren
  - DE: «Fotos mit Limonow und seinen Kommentaren: seine Angehörige, seine Eltern, seine Kriege, seine Ehefrauen»

- «316, пункт «B»», 1982–1997, Roman
  - DE: «316, Punkt «B»»
  - FR: «316, V, épitaphe à l’idiot», 2023

- «Анатомия героя», 1995–1998, Roman
  - DE: «Anatomie eines Helden»

- «Книга мёртвых», 2000, Erinnerungen
  - DE: «Buch der Toten»

- «Охота на Быкова: расследование Эдуарда Лимонова», 2000, Untersuchung
  - DE: «Die Untersuchung Eduard Limonows: Die Jagd auf Bykow»

- «Как мы строили будущее России», 1994–2001, Publizistik
  - DE: «Wie wir die Zukunft von Russland bauten»

- «Священные монстры», 2001, Publizistik
  - DE: «Die heiligen Monster»
  - CZ: «Posvátná monstra», 2020

- «Книга воды», 2001, Erinnerungen
  - DE: «Das Buch des Wassers»
  - IT: «Libro dell'acqua», 2004
  - FR: «Le livre de l'eau», 2014
  - ES: «El libro de las aguas», 2019

- «Другая Россия. Очертания будущего», 2001, Publizistik
  - DE: «Ein anderes Russland — Skizzierung der Zukunft»

- «Моя политическая биография», 2001, Publizistik
  - DE: «Meine politische Biografie»

- «Бутырская-сортировочная, или Смерть в автозаке», 2001, Theaterstück
  - DE: «Butirskaja-sortirowotschnaja, oder Tod im Autosack»

- «Контрольный выстрел», 2001, Publizistik
  - DE: «Sicherheitsschuß»

- «В плену у мертвецов», 2001–2002, Erinnerungen, Essays
  - DE: «Gefangen genommen von Toten»

- «Русское психо», 2002, Publizistik
  - DE: «Russischer Psycho»

- «По тюрьмам», 2003, Roman
  - DE: «Durch die Gefängnisse»
  - FR: «Mes prisons», 2009

- «Торжество метафизики», 2004, Roman
  - DE: «Sieg der Metaphysik»
  - IT: «Il trionfo della metafisica. Memorie di uno scrittore in prigione», 2013

- «Лимонов против Путина. Такой президент нам не нужен», 2005, Publizistik
  - DE: «Limonow contra Putin. Einen solchen Präsidenten brauchen wir nicht»

- «Ноль часов», 2002–2006, Gedichte
  - DE: «Null Uhr»
  - IT: «Ora zero», 2021

- «Смрт», 2007, Erzählungen
  - DE: «Tod» (im Original auf Serbisch)
  - RS: «Смрт», 2016

- «Ереси», 2008, Essays
  - DE: «Die Ketzereien»

- «Дети гламурного рая», 1994, 2004–2008, Essays
  - DE: «Kinder des Glamur-Paradieses»

- «Мальчик, беги!», 2006–2008, Gedichte
  - DE: «Lauf, Junge, lauf!»

- «А старый пират...», 2008–2009, Gedichte
  - DE: «Und der alte Pirat...»

- «Книга мёртвых 2. Некрологи», 2008–2009, Erinnerungen
  - DE: «Buch der Toten 2. Nekrologe»

- «К Фифи», 2009–2010, Gedichte
  - DE: «An Fifi»

- Атилло Длиннозубое: Поздний классицизм», 2010–2011, Gedichte
  - DE: «Langzahniger Attilo: später Klassizismus»

- «В Сырах», 2012, Roman
  - DE: «In der Fellwerkstattstraße»
  - IT: «Zona industriale», 2018

- «Illuminationes: Очерки натуральной философии», 2012, Essays
  - DE: «Illuminationes: Essays über Naturphilosophie»

- «Проповеди. Против власти и продажной оппозиции», 2011–2012, Blog-Einträge
  - DE: «Predigten. Gegen die Macht und käuflicher Opposition»

- «Апология чукчей», 2008–2013, Essays und Erzählungen
  - DE: «Apologie der Tschuktschen»

- «Титаны», 2013, Essays
  - DE: «Die Titanen»

- «СССР — наш Древний Рим», 2003, 2011–2013, Gedichte
  - DE: «UdSSR — unser Antikes Rom»

- «Киев капут. Яростная книга», 2014, Blog-Einträge
  - DE: «Kiew kaputt. Wutbuch»
  - FR: «Kiev Kaputt», 2017

- «Дед, 2014, Roman-Essays
  - DE: «Der Greis» oder «Der Alte»
  - FR: «Le vieux», 2015

- «Книга мёртвых 3. Кладбища, 2015, Erinnerungen
  - DE: «Buch der Toten des 3. Friedhofs»

- «Золушка беременная», 2013–2015, Gedichte
  - DE: «Aschenputtel: Schwanger»

- «Plus Ultra (за человеком)», 2016, Essays
  - DE: «Plus Ultra. Hinter dem Menschen»

- «Девочка с жёлтой мухой», 2015–2016, Gedichte
  - DE: «Mädchen mit gelber Fliege»

- «...и его демоны», 2016, Roman
  - DE: «...und seine Dämonen»
  - FR: «Et ses démons», 2018

- «Последние известия», 2012–2016, Zeitungsartikeln
  - DE: «Aktuelle Nachrichten»

- «Под небом Парижа», –2016, eine Sammlung von Texten über Paris
  - DE: «Unter dem Himmel von Paris»

- «2017. В терновом венце революций», 2017, Publizistik
  - DE: «2017. In einer Dornenkrone der Revolution»

- «Свежая пресса. Летопись времён новейшей истории», 2016, Publizistik
  - DE: «Frische Presse: Chroniken der modernen Geschichte»

- «Седого графа сын побочный», 2017
  - DE: «Des grauen Grafen Nebensohn»

- «Монголия», 2017
  - DE: «Mongolei»

- «287 стихотворений», 2018, Gedichte
  - DE: «287 Gedichte»

- «Сводка новостей», 2018, Publizistik
  - DE: «Meldungen in Kürze»

- «Мои живописцы», 2018, Essays
  - DE: «Meine Kunstmaler»

- «Свежеотбывшие на тот свет», 2017–2018, Erinnerungen
  - DE: «Neulich Gegangene ins Jenseits»

- «Лекции о будущем. Мрачные пророчества», 2019, Essays
  - DE: «Vorträge über die Zukunft. Düstere Prophezeiungen»

- «Поваренная книга насекомых», 2016–2018, Gedichte
  - DE: «Kochbuch der Insekten»

- «Азбука. Император» и другие мнения», 2018, Essays
  - DE: «Fibel. Der Imperator» und andere Meinungen»

- «Лимонов, журналист: Статьи для информационного агентства REGNUM, 2017–2018», 2017–2018, Essays
  - DE: «Limonov, Journalist: Artikel für die Nachrichtenagentur REGNUM, 2017–2018»

- «Будет ласковый вождь», 2019, Roman
  - DE: «Es wird einen liebevollen Führer geben»

- «Партия мёртвых: Книга мёртвых 5», 2019, Erinnerungen
  - DE: «Die Partei der Toten: Buch der Toten 5»

- «Философия подвига», 2018, Essays
  - DE: «Philosophie der Heldentat»

- «Старик путешествует», 2019–2020, Erinnerungen
  - DE: «Der alte Mann reist»

- «Полное собрание стихотворений и поэм», 1958–2020, Gedichte
  - DE: «Vollständige Sammlung von Gedichten und Poemen»

- «Зелёное удостоверение епископа, сложенное вдвое», 2015–2019, Gedichte
  - DE: «In der Mitte gefalteter grüner Ausweis des Bischofs»

Französische Ausgaben, die von Originalausgaben abweichen:
- «Salade niçoise», 1986, Erzählungen
- «Écrivain international», 1987, Erzählungen
- «Discours d'une grande gueule coiffée d'une casquette de prolo», 1991, 2011, Erzählungen
- «Le dos de Madame Chatain», 1993, Erzählungen

Französische Ausgaben:
- «L'excité dans le monde des fous tranquilles: Chroniques 1989–1994», 2012, Publizistik
- «Conversations avec Axel Gyldén: Limonov par Edouard Limonov», 2012, Interviews
- «Patrick Besson & Gerard Gastaud: Limonov & Paris», 2018, Fotoalbum

Spanische Ausgabe, die von Originalausgaben abweicht:
- «El hombre sin amor», 2020, Erzählungen

## Biografien
- Andrei Rogachevskii: A Biographical and Critical Study of Russian Writer Eduard Limonov, 2003
- Михаил Загребельный: «ЭДУАРД ЛИМОНОВ», 2010 (Michail Sagrebelnij: Euard Limonow)
- Emmanuel Carrère: Limonow. Aus dem Französischen von Claudia Hamm. Berlin: Matthes & Seitz Berlin, 2012, ISBN 978-3-88221-995-1
- Андрей Балканский: «ЭДУАРД ЛИМОНОВ», 2017 (Andrej Balkanskij: Eduard Limonow)